# Spasm
Spasm – jeden z najbardziej znanych czeskich zespołów ekstremalnej muzyki pornogrind/goregrind powstały w styczniu 2000 roku w Kojetinie. Cechą unikalną zespołu jest niewykorzystywanie gitar w swojej twórczości oraz sceniczny image podczas koncertów na żywo - dysponujący potężnymi gabarytami wokalista występuje w stroju kąpielowym Borata, często też w masce do sado/maso w kształcie świńskiego ryja.

## Historia
Historia zespołu rozpoczyna się w styczniu 2000 roku, kiedy to muzycy dwóch grup Psychopathia oraz Romantic Love postanowili założyć poboczny goregrindowy projekt. Gdy jednak Psychopathia (dotąd regularnie działający zespół) rozpadła się, nic nie stało już na przeszkodzie by muzycy potraktowali Spasm jako swój główny projekt. Założenia założycieli były proste, mieli grać maksymalnie ekstremalną muzykę połączoną z niezwykłymi pomysłami.
W pierwotny skład wszedł jeszcze jeden z muzyków grających w Psychopathii, gitarzysta Mira, ale w niedługim czasie wykrystalizował się ostateczny, trójosobowy skład Sam – gitara basowa, Lukáš – instrumenty perkusyjne oraz Máňa - wokal. Zespół poświęcił cały pierwszy rok na przygotowanie materiału na swą pierwszą płytę demo. Płyta zatytułowana Spasmatic Secretion została nagrana i wydana w maju 2001 roku, jednak ostatecznie nie została powielona i rozprowadzona. Od tego czasu zespół sukcesywnie doskonalił warsztat biorąc udział w rozmaitych koncertach i imprezach, wtedy też zapadła decyzja o rezygnacji z gitar w tworzeniu muzyki.
W roku 2004 ukazała się własnym nakładem zespołu pierwsza "prawdziwa" płyta demo zatytułowana Promo, będąca punktem zwrotnym w karierze zespołu, a rok później, w maju 2005 nakładem Copremesis Records ukazał się debiutancki album zatytułowany Lust For Feculent Orgasm. Niedługo potem, pomiędzy muzykami nastąpiły nieporozumienia na tle muzycznym, inaczej widzący koncepcję zespołu Máňa opuścił zespół a jego miejsce zajął właściciel wspomnianej firmy Copremesis Records - Radim (Copretina). Po wydaniu debiutanckiej płyty zespół zaczął ponownie występować podczas rozmaitych koncertów, w szczególności istotnym dla rozpoznawalności i kariery zespołu był występ w ramach festiwalu Obscene Extreme w roku 2006.
Następne trzy lata upłynęły pod znakiem pasma koncertów obejmujących występy w takich krajach jak Czechy, Polska, Słowacja, Niemcy i  Austria. Prócz tego grupa przygotowywała utwory na rozmaite kompilacje oraz kolejną płytę CD. Popularność i rozpoznawalność zespołu sukcesywnie rosła.
Na początku roku 2008 Spasm wszedł do studia by nagrać kolejny pełnometrażowy album. Podczas nagrywania powstało jednak tak dużo materiału, że część utworów trafiła na wydany w marcu 2008 nakładem Rarach Katus split EP wspólnie ze słowackim grindcore'owym zespołem Mizar. Pełny album zatytułowany Paraphilic Elegies mimo pewnych perturbacji technicznych związanym z wydaniem ukazał się w październiku 2008 roku nakładem znanej niemieckiej firmy Rotten Roll Rex specjalizującej się w muzyce ekstremalnej.
Lata 2009 i 2010 to występy na rozmaitych koncertach i festiwalach, nie tylko w ojczyźnie ale też innych europejskich krajach (Ukraina, Portugalia, Holandia). Wtedy też Spasm nagrywa swój pierwszy teledysk, pracuje też nad materiałem na kolejny album Taboo Tales, który ostatecznie ukazuje się latem 2011 roku. W tym samym roku ukazuje się też kolejny oficjalny teledysk zespołu, który dociera do czwartego miejsca w czeskim rankingu podczas Břitva Awards w kategorii "wideo roku".
Rok 2012 przynosi europejskie tournée wspólnie z zaprzyjaźnionym czeskim zespołem Gutalax, obejmujące 10 koncertów w pięciu krajach. Zespół występuje też na dużych festiwalach, takich jak Obscene Extreme czy Extreme Fest w Austrii, Niemczech i Szwajcarii. Pojawiają się zaproszenia na rozmaite koncerty i wydarzenia, m.in. w Holandii, Polsce, Szwajcarii czy Niemczech.
W roku 2013 zespół pierwszy raz wyjeżdża na koncerty do Rosji oraz występuje na mniejszych czeskich festiwalach, takich jak Antitrend Fest ale też na dużym Rape The Escape Fest w Austrii.
W styczniu 2014 roku grupa odbywa duże tournée po Meksyku często w roli headlinerów wydarzeń a w maju tego samego roku gra dwukrotnie w Holandii. Są to tak uznane festiwale jak Grindhoven i największy światowy, klubowy festiwal muzyki ekstremalnej Neurotic Deathfest. Kolejne lata to występy na tak prestiżowych imprezach jak Brutal Assault, Fekal Party w Czechach czy Chimpy Fest w Wielkiej Brytanii.
W roku 2015 ukazuje się kolejny LP zespołu zatytułowany Pussy De Luxe, który zebrał bardzo pozytywne recenzje. Płyta promowana była kolejnymi koncertami i występami w ramach takich festiwali jak Obscene Extreme, Gothoom Open Air czy Out Of The Crypt w Niemczech.
Obecnie (2017) zespół wraz z grupą Gutalax odbywa duże tournée po Europie, zatytułowane GoreCrusher European Tour promujące najnowszy split nagrany wspólnie. Trasa ta obejmuje występy w takich krajach jak Austria, Niemcy, Francja, Szwajcaria, Belgia i Holandia.
Zespół kilkakrotnie gościł w Polsce, m.in. 2 listopada 2012 roku w gliwickim Rock'a Club w ramach Drum 'n' Bass Gigolo Gore Grind Party czy 12 lutego 2016 roku w chorzowskim pubie Korba.

## Styl muzyczny
Muzyka zespołu jest typowym goregrindem. Ze względu na przekaz utworów mający absolutnie szokować Spasm jest zaliczany do jednego z najważniejszych zespołów gatunku pornogrind. Sam zespół określa swoją muzykę mianem Drum 'n' Bass Gigolo Gore Grind. Tytuły utworów są obsceniczne, równie skandalizująca jest treść, jednakże jak u praktycznie każdego zespołu wykonującego ten rodzaj muzyki, wokal jest zasadniczo niezrozumiały. Treści mówią o najbardziej wynaturzonych rodzajach seksu, płytę Taboo Tales można nawet uznać za album koncepcyjny poświęcony najbardziej zboczonym parafiliom.

## Skład
- Sam – gitara basowa
- Radim – wokal
- Rudy – perkusja

## Dyskografia
- Spasmatic Secretion - Demo, 2001
- Promo - Demo, 2004
- Lust For Feculent Orgasm - Album, 2005 (Copremesis Records)
- Spasm / Mizar - Split EP, 2008 (Rarach Katus Records)
- Paraphilic Elegies - Album, 2008 (Rotten Roll Rex)
- Shy Lesbians Defecation na kompilacji 100 Way Splatter Fetish 2, 2009 (Parkinson Wankfist Pleasures)
- Taboo Tales - Album, 2011 (Rotten Roll Rex)
- Pussy De Luxe - Album, 2015 (Rotten Roll Rex)